# Raïon de Hlousk
Le raïon de Hlousk (en biélorusse : Глускі раён, Hlouski raïon) ou raïon de Glousk (en russe : Глуський район, Glouski raïon) est une subdivision de la voblast de Moguilev, en Biélorussie. Son centre administratif est la commune urbaine de Hlousk.

## Géographie
Le raïon couvre une superficie de 1 336,26 km2, dans l'ouest de la voblast. Le raïon de Hlousk est limité au nord par le raïon d'Assipovitchy, à l'est par le raïon de Babrouïsk, au sud par la voblast de Homiel (raïon d'Aktsiabarski), et à l'ouest par la voblast de Minsk (raïon de Liouban et raïon de Staryïa Darohi).

## Histoire
Le raïon de Hlousk a été créé le 17 juillet 1924.

## Population

### Démographie
Les résultats des recensements de la population (*) font apparaître une baisse continue de la population depuis 1959. Ce déclin s'est accéléré dans les premières années du XXIe siècle :
| 1959*  | 1970*  | 1979*  | 1989*  | 1999*  | 2009*  |
| ------ | ------ | ------ | ------ | ------ | ------ |
| 33 948 | 32 472 | 26 132 | 22 554 | 21 850 | 16 457 |

### Nationalités
Selon les résultats du recensement de 2009, la population du raïon se composait de deux nationalités principales :
- 94,8 % de Biélorusses ;
- 3,8 % de Russes.

### Langues
En 2009, la langue maternelle était le biélorusse pour 84,5 % des habitants du raïon de Hlousk et le russe pour 13,8 %. Le biélorusse était parlé à la maison par 66,1 % de la population et le russe par 29,5 %.